# Władcy Hesji

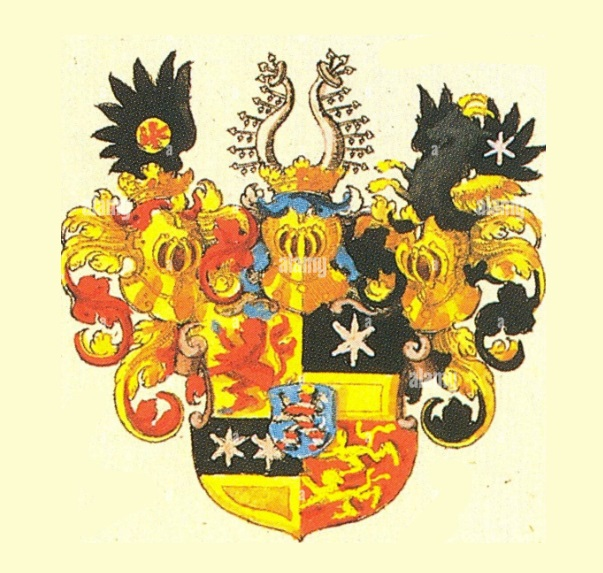
Herb landgrafów Hesji

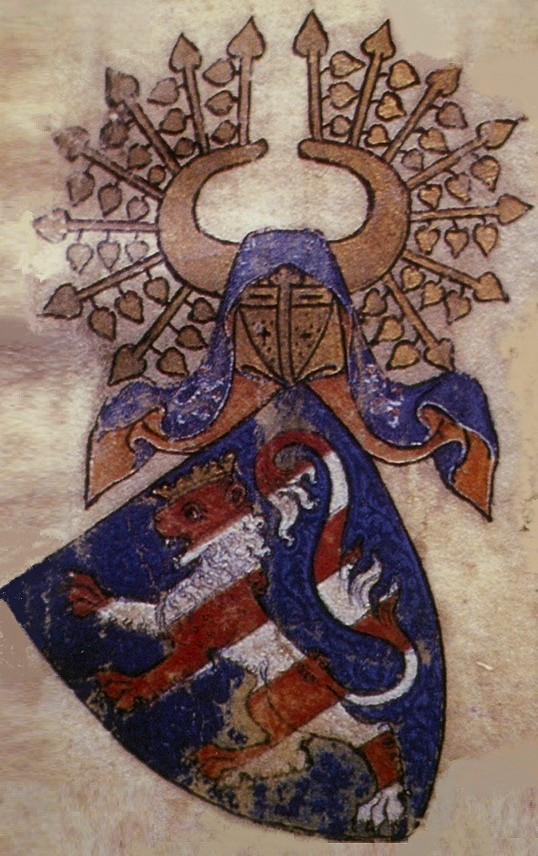
Herb Hesji

Landgrafowie, książęta i wielcy książęta Hesji z dynastii heskiej.

## Landgrafowie Hesji (podział średniowieczny)
- 1264-1308 – Henryk I Dziecię (syn księcia Brabancji Henryka II)
- 1284-1298 – Henryk Młodszy (syn Henryk I Dziecię, koregent)
- 1308-1311 – Jan (syn Henryka I Dziecię, Dolna Hesja)
- 1308-1328 – Otto I Starszy (syn Henryka I Dziecię, Górna Hesja)
- 1328-1376 – Henryk II Żelazny (syn  Ottona I Starszego)
- 1376-1413 – Herman II Uczony (wnuk Ottona I Starszego, koregent od 1367)
- 1413-1458 – Ludwik I Zgodny (syn Hermana II Uczonego)

### Linia z Górnej Hesji
- 1458-1483 – Henryk III Bogaty (syn – Ludwika I Zgodnego, Górna Hesja)
- 1483-1500 – Wilhelm III Młodszy (syn)

### Linia z Dolnej Hesji
- 1458-1471 – Ludwik II Szczery (syn Ludwika I, Dolna Hesja)
- 1471-1493 – Wilhelm I Starszy (syn, abdykował, zm. 1515)

## Landgrafowie Hesji (podział nowożytny)
- 1493-1509 – Wilhelm II Średni (brat, koregent 1487, od 1500 Górna Hesja)
- 1509-1567 – Filip Wielkoduszny (syn Wilhelma II Średniego)

### Linia na Kassel

#### Landgrafowie Hesji-Kassel

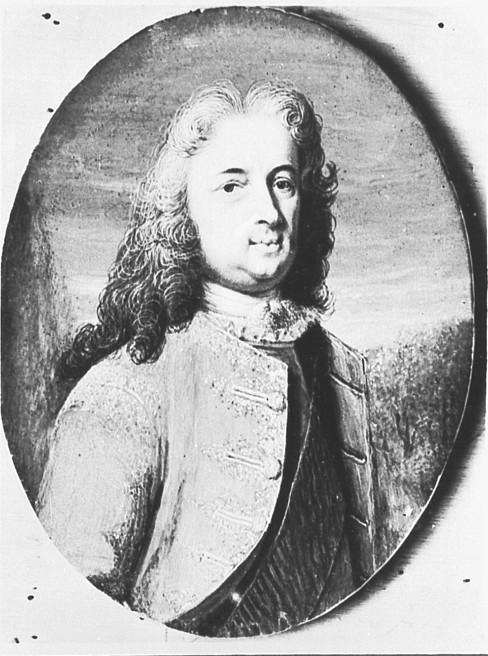
Karol I Heski, landgraf Hesji-Kassel w latach 1670-1730

- 1567-1592 – Wilhelm IV Mądry (syn Filipa Wielkodusznego, Hesja-Kassel)
- 1592-1627 – Maurycy Uczony (syn Wilhelma IV Mądrego, abdykował, zm. 1632)
- 1627-1637 – Wilhelm V Stały (syn Maurycego Uczonego)
- 1637-1663 – Wilhelm VI (syn Wilhelma V Stałego)
- 1663-1670 – Wilhelm VII (syn Wilhelm VI)
- 1670-1730 – Karol I Heski (syn Wilhelma VI)
- 1730-1751 – Fryderyk I Heski (syn Karola I Heskiego, król Szwecji od 1720)
- 1751-1760 – Wilhelm VIII Heski (syn Karola I Heskiego, regent 1730-1751)
- 1760-1785 – Fryderyk II Heski (syn Wilhelma VIII)

#### Elektorowie Hesji-Kassel(1803-1866)
- 1785-1807 – Wilhelm IX (I) (syn, elektor od 1803, usunięty)

1807-1813 – do królestwa Westfalii
- 1813-1821 – Wilhelm IX (I) (ponownie)
- 1821-1847 – Wilhelm II (syn)
- 1847-1866 – Fryderyk Wilhelm I (syn, koregent od 1831, usunięty, zm. 1875)

od 1866 – do Prus

### Linia na Darmstadt

#### Landgrafowie Hesji-Darmstadt

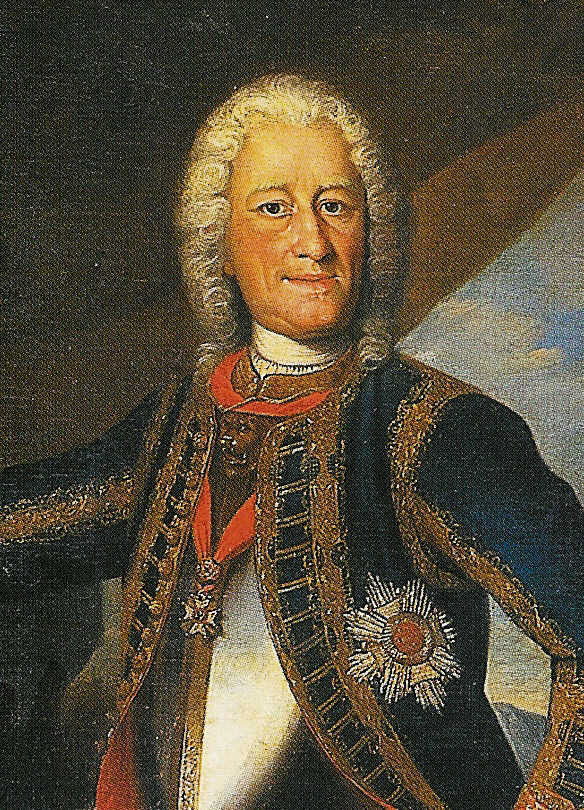
Ernest Ludwik, landgraf Hesji-Darmstadt w latach 1678-1739

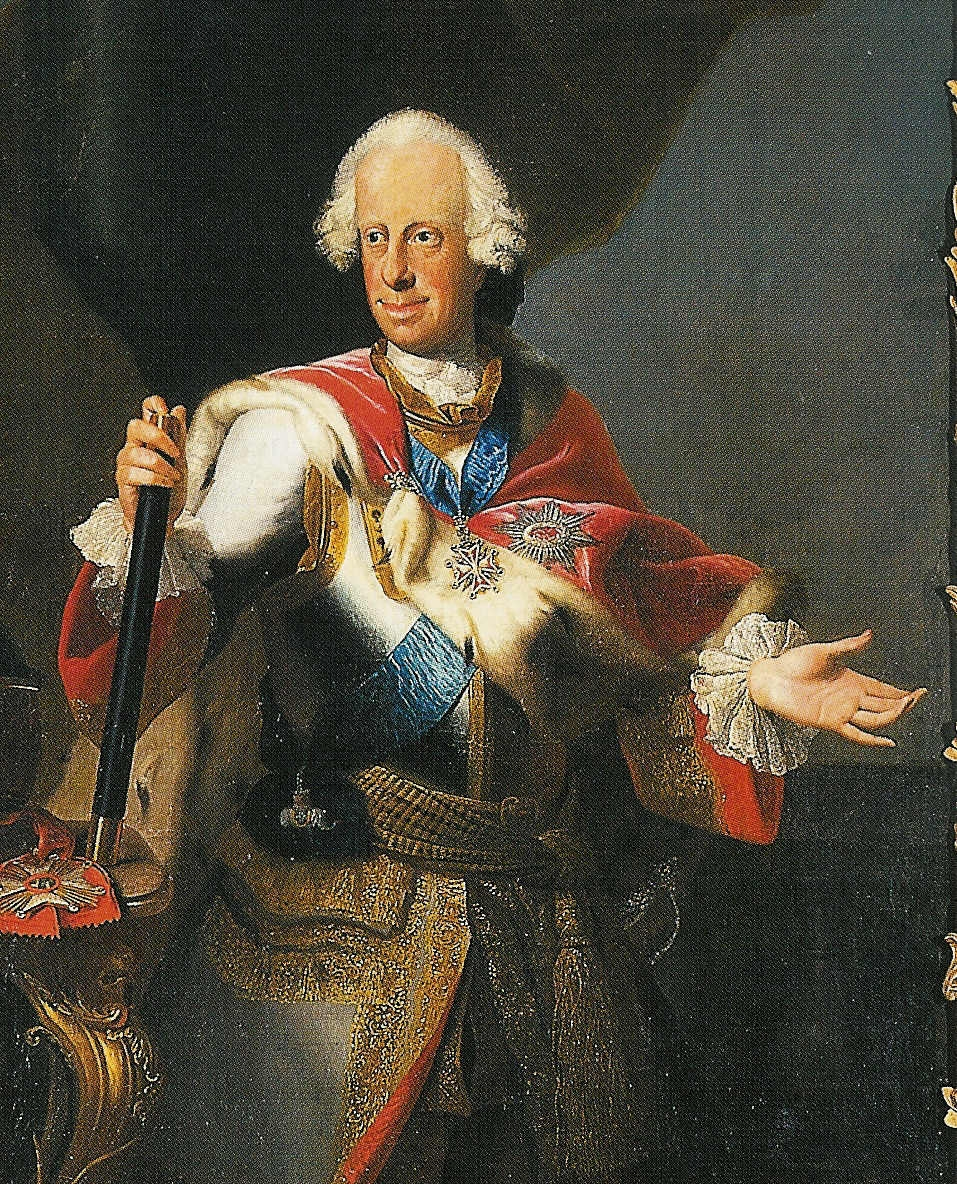
Ludwik VIII, landgraf Hesji-Darmstadt w latach 1739-1768

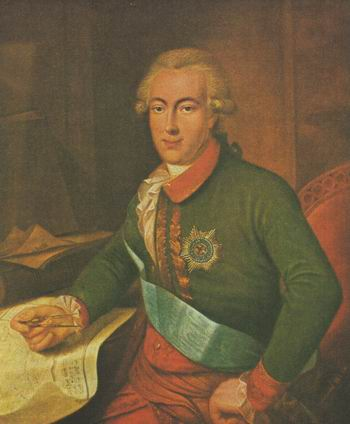
Ludwik I, wielki książę Hesji-Darmstadt, landgraf w latach 1790-1806, wielki książę w latach 1806-1830

- 1567-1596 – Jerzy I Pobożny (syn Filipa, Darmstadt)
- 1596-1626 – Ludwik V Wierny (syn)
- 1626-1661 – Jerzy II (syn)
- 1661-1678 – Ludwik VI (syn)
- 1678-1678 – Ludwik VII (syn)
- 1678-1739 – Ernest Ludwik (brat)
- 1739-1768 – Ludwik VIII (syn)
- 1768-1790 – Ludwik IX (syn)

#### Wielcy książęta Hesji–Darmstadt
- 1790-1830 – Ludwik X (I) (syn, wielki książę Hesji od 1806)
- 1830-1848 – Ludwik II (syn)
- 1848-1877 – Ludwik III (syn)
- 1877-1892 – Ludwik IV (bratanek)
- 1892-1918 – Ernest Ludwik (syn, usunięty, zm. 1937)

od 1918 republika

### Linia na Homburgu

#### Landgrafowie Hesji-Homburga
- 1622-1638 – Fryderyk I (syn Jerzego I z Darmstadt)
- 1638-1643 – Ludwik Filip (syn)
- 1643-1669 – Wilhelm Krzysztof (brat, abdykował, zm. 1681)
- 1669-1673 – Jerzy Chrystian (brat, abdykował, zm. 1681)
- 1673-1679 – do Darmstadt
- 1680-1708 – Fryderyk II (brat)
- 1708-1746 – Fryderyk III (syn)
- 1746-1751 – Fryderyk IV (bratanek)
- 1751-1806 – Fryderyk V (syn)

1806-1816 – do Darmstadt
- 1816-1820 – Fryderyk V (ponownie)
- 1820-1829 – Fryderyk VI (syn)
- 1829-1839 – Ludwik (brat)
- 1839-1846 – Filip (brat)
- 1846-1848 – Gustaw (brat)
- 1848-1866 – Ferdynand (brat)

Wraz ze śmiercią Ferdynanda wygasła linia na Homburgu. Państwo zostało podzielone pomiędzy Prusy i Wielkie Księstwo Hesji